# Fred Keiser
Alfred „Fred“ Keiser-Jenny (* 17. Februar 1895 in Waldenburg; † 21. August 1969 in Basel) war ein Schweizer Entomologe und Mittelschullehrer.

## Leben und Werk

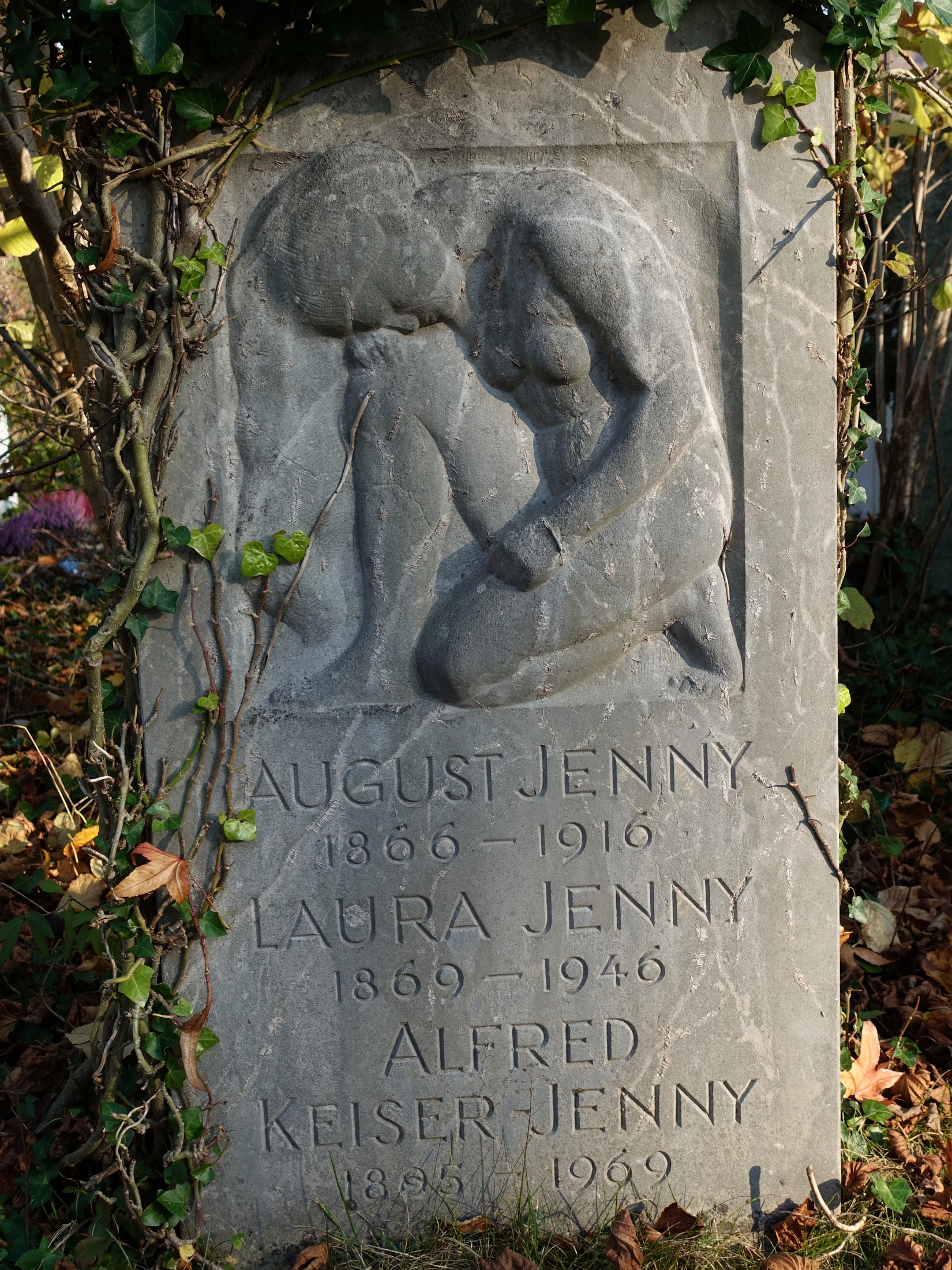
Grab auf dem Friedhof am Hörnli.

Alfred, genannt Fred, Keiser war ein Sohn des Bezirksschullehrers Emil Keiser (1869–1952) und der Clara, geborene Handschin (1863–1951). Zusammen mit seiner Schwester Rut Keiser wuchs er am Rosengartenweg in Basel auf. Er besuchte das Humanistische Gymnasium und die damaligen Obere Realschule in Basel. 1913 machte er die Matura und studierte, von vielen Aktivdienst-Einsätze unterbrochen, an der Universität Basel Biologie, Geografie und Physik.
1918 erwarb er das Mittelschullehrerdiplom und promovierte mit der Dissertation über die Wimpertierchen der Umgebung Basel. Keiser arbeitete zusammen mit Adolf Portmann mehrere Jahre im Zoologischen Institut am Rheinsprung und war Assistent unter Friedrich Zschokke. Bis 1955 unterrichtete er an der Basler Knabensekundarschule. 1920 heiratete er Lili, geborene Jenny.
Durch Eduard Handschin ermutigt, beteiligte er sich zusammen mit seiner Frau an der faunistischen Erforschung des Unterengadins. Ab 1942 arbeitete er ehrenamtlich an der Entomologischen Abteilung des Naturhistorischen Museums. 1955 vollzog er den Wechsel von der Schule hin zum Institut und leitete in den folgenden zehn Jahren die entomologischen Sammlungen. In dieser Funktion war er massgeblich am Ausbau der international bedeutungsvollen Insektenbestände beteiligt. Sein Nachfolger wurde Walter Wittmer (1915–1998).
Zusammen mit seiner Frau unternahm er Forschungsreisen nach Kreta, Rhodos, Tunesien und Marokko sowie grosse Forschungsreisen 1953/1954 nach Ceylon und 1957/1958 nach Madagaskar. Als Frucht seiner langjährigen Forschungen und Studien über die Fliegen des Nationalparks kam 1947 ein Buch heraus.
Seine letzte Ruhestätte fand er auf dem Friedhof am Hörnli.